# Macropodaphis bamensis
Macropodaphis bamensis är en insektsart. Macropodaphis bamensis ingår i släktet Macropodaphis och familjen långrörsbladlöss. Inga underarter finns listade i Catalogue of Life.